# Ryad Kenniche
Ryad Kamar Eddine Kenniche (sinh ngày 30 tháng 4 năm 1993 ở Hussein Dey) là một cầu thủ bóng đá người Algérie thi đấu cho Al-Qadsiah. Anh có thể chơi ở vị trí trung vệ hoặc hậu vệ phải.

## Sự nghiệp câu lạc bộ
Vào mùa hè năm 2015, Dispute Resolution Commission phá vỡ hợp đồng của Kenniche cùng với USM El Harrach và sau đó anh ký bản hợp đồng 2 năm cùng với ES Sétif.